# Peter Robinson
Peter Robinson (Leeds, 17 de março de 1950 - 4 de outubro de 2022) foi um escritor inglês com cidadania canadense, do gênero policial. Ele era mais conhecido por seus livros policiais apresentando o personagem do Inspetor Alan Banks, que foram traduzidos para vinte idiomas, e venderam mais de 10 milhões de cópias pelo mundo.

## Biografia
Robinson recebeu o diploma de bacharelado em Literatura Inglesa pela Universidade de Leeds. Ele então emigrou para o Canadá em 1974 e fez seu mestrado em Inglês e Escrita Criativa na Universidade de Windsor, com Joyce Carol Oates como sua tutora, e então um PhD em Inglês na Universidade Iorque em Toronto.

### Vida Pessoal
Robinson nasceu em Leeds, filho de Clifford Robinson (fotógrafo) e Miriam Jarvis (dona de casa).
Robinson ocasionalmente ensinava redação na Escola de Estudos Continuados da Universidade de Toronto. Ele lecionou em várias faculdades de Toronto e atuou como escritor residente na Universidade de Windsor, de 1992-93.
Robinson vivia com sua esposa Sheila Halladay, em Toronto, Canadá, mas tinha uma casa de férias em Richmond (North Yorkshire), Inglaterra.

### Morte
Ele morreu em 4 de outubro de 2022, com 72 anos. A editora dele se pronunciou dizendo que ele morreu após uma doença curta.

### Série do Inspetor Banks
1. Gallows View (1987)
2. A Dedicated Man (1988)
3. A Necessary End (1989)
4. The Hanging Valley (1989)
5. Past Reason Hated (1991)
6. Wednesday's Child (1992)
7. Dry Bones that Dream (1994)
8. Innocent Graves (1996)
9. Dead Right (1997)
10. In a Dry Season (1999)
11. Cold is the Grave (2000)
12. Aftermath (2001)
13. The Summer that Never Was (2003) Perto de Casa (Record, 2006)
14. Playing with Fire (2004) Brincando com Fogo (Record, 2007)
15. Strange Affair (2005) Caso Estranho (Record, 2007)
16. Piece of My Heart (2006) Pedaço do Meu Coração (Record, 2008)
17. Friend of the Devil (2007) Amiga do Diabo (Record, 2010)
18. All the Colours of Darkness (2008) Todas as Cores da Escuridão (Record, 2014)
19. Bad Boy (2010)
20. Watching the Dark (2012)
21. Children of the Revolution (2013)
22. Abattoir Blues (2014)
23. When the Music's Over (2016)
24. Sleeping in the Ground (2017)
25. Careless Love (2018)
26. Many Rivers to Cross (2019)
27. Not Dark Yet (2021)
28. Standing in the Shadows (a publicar, 2023)

### Outros livros
- Caedmon's Song (1990)
- The First Cut - American edition of Caedmon's Song (1993)
- No Cure for Love (1995)
- Not Safe After Dark (1998) (Antologia; incluindo três histórias do Inspetor Banks)
- The Price of Love (2009) (Antologia; incluindo uma novela e três histórias do Inspetor Banks)
- Before The Poison (2011)

## Adaptação
- DCI Banks (2010 – 2016) (série de TV; adaptação da série de livros do Inspetor Banks, wiki-inglês)